# Юнчен Лхамо
Юнчен Лхамо (тиб. གཡང་ཆེན་ལྷ་མོ།; род. 1966 года, Лхаса, Тибет) — тибетская певица, живущая в эмиграции в Нью-Йорке.

## Биография
Юнчен Лхамо родилась в Тибете около Лхасы. Имя Лхамо, которое означает «Богиня песни», дал ей при рождении лама. С 5 лет она работала на ковровой фабрике. В 1989 году она бежала из Тибета в Индию. Сперва она оказалась в лагере тибетских беженцев, а позже совершила паломничество в Дхарамсалу, чтобы встретиться с Далай-ламой и получить его благословение.
Юнчен Лхамо решила путешествовать по миру, чтобы через свою музыку поделиться с людьми красотой тибетской культуры, а также рассказать о ситуации на своей родине. В 1993 году она переехала в Австралию, а в 2000 году — в Нью-Йорк.
Дебютный альбом Лхамо, Tibetan Prayer, вышел в Австралии в 1995 году. Его продюсером стал австралийский музыкант Джон Прайор. Альбом выиграл премию ARIA Music Awards в номинации «Лучшая фолк / народная музыка» (1995). Лхамо стала первой тибетской певицей, выигравшей престижную музыкальную награду. Успех этого альбома позволил ей подписать контракт с лейблом Real World Records Питера Гэбриэла. В отличие от других её работ, альбом, спродюсированный Гэбриелом (Coming Home, 1998), был записан с музыкальным сопровождением. Все аранжировки в альбоме сделаны непосредственно Гэбриелом совместно с французским музыкантом Эктором Зазу (Hector Zazou).
Юнчен Лхамо выступала на одной сцене с такими артистами, как Энни Леннокс, Билли Корган из The Smashing Pumpkins, Шерил Кроу и другими. Её песни были использованы в фильме «Семь лет в Тибете» и многих документальных фильмах о Тибете.

## Дискография
- Tibetan Prayer (1995)
- Tibet, Tibet (1996)
- Coming Home (1998)
- Ama (2006)
- Tayatha (Юнчен Лхамо и Антон Батагов) (2013)